# Deakin Volz
Deakin Volz (né le 6 mai 1997) est un athlète américain, spécialiste du saut à la perche.
C'est le fils de David Volz, un perchiste.
Le 23 juillet 2016, il bat son record personnel en franchissant une barre à 5,65 m pour remporter le titre lors des Championnats du monde juniors d'athlétisme 2016, à Bydgoszcz.